# Callichthys
Cá nheo giáp (Danh pháp khoa học: Callichthys) là một chi cá da trơn nước ngọt trong họ Callichthyidae thuộc bộ cá da trơn Siluriformes, chúng gồm 04 loài bản địa của Nam Mỹ

## Đặc điểm
Chúng được gọi là cá nheo giáp vì thân của chúng được bao bọc bởi một mảng xương bảo vệ, chống lại con vật ăn mồi với hơn 75% cơ thể. Vào mùa đẻ trứng, con đực xây một cái tổ bằng bọt kết hợp mảnh vụn của cây, con cái đẻ trứng vào đó. Chúng là các loài cá có giá trị kinh tế và được nuôi làm cá cảnh.

## Các loài
Hiện hành có 04 loài được ghi nhận trong chi này:
- Callichthys callichthys (Linnaeus, 1758) (Cascarudo)
- Callichthys fabricioi Román-Valencia, Lehmann A. & Muñoz, 1999
- Callichthys oibaensis Ardila Rodríguez, 2006
- Callichthys serralabium Lehmann A. & R. E. dos Reis, 2004